# 內格拉山脈

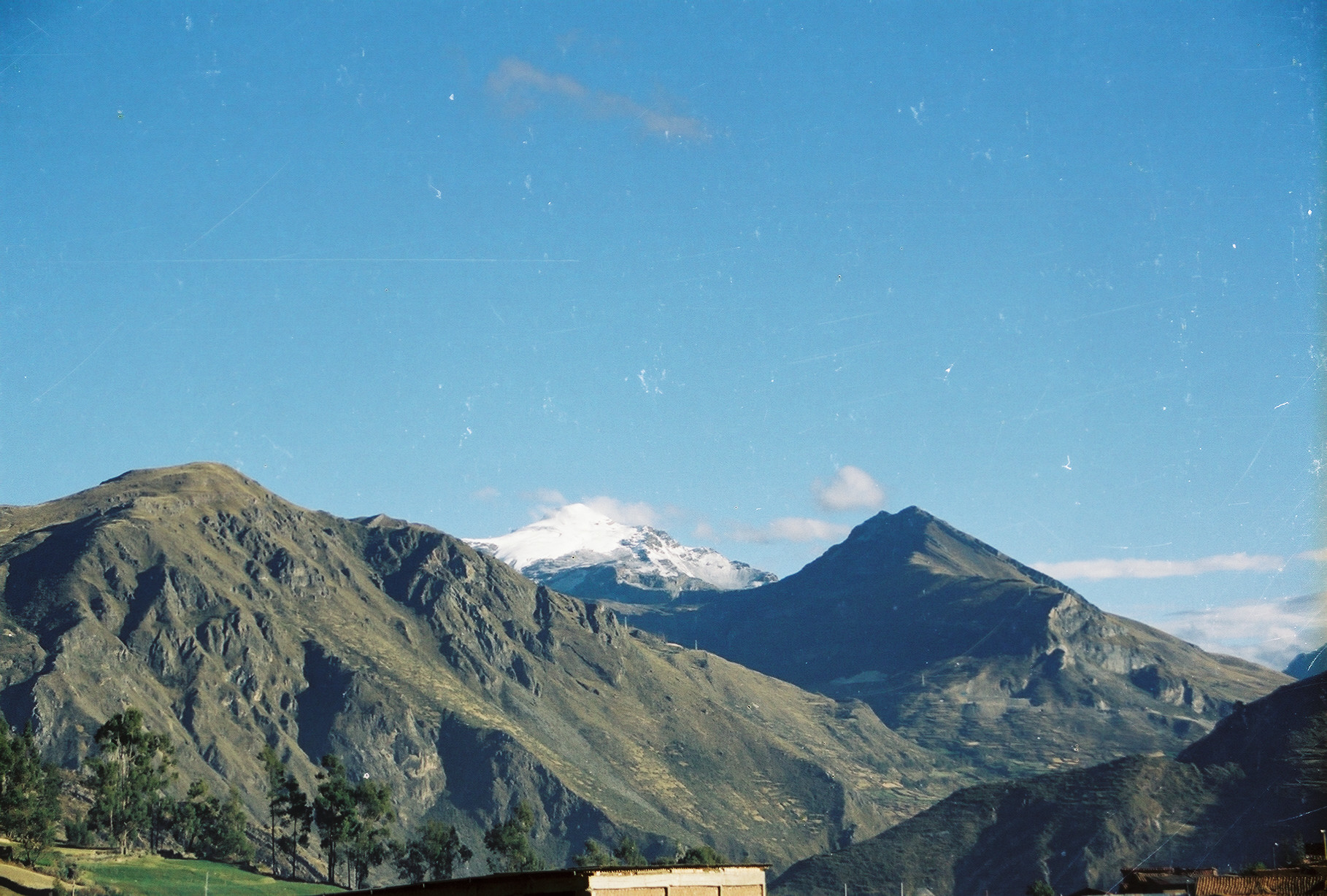
內格拉山脈

內格拉山脈（Cordillera Negra）是秘魯的山脈，位於該國中西部的安卡什大區，屬於安第斯山脈的一部分，長180公里、寬25至40公里，最高點海拔高度5,187米，主要農產品有小麥、玉米和燕麥。